# Jakub Kosorin
Jakub Kosorin (* 27. dubna 1995 v Brodském) je slovenský fotbalový útočník či záložník, od května 2013 působící v A-týmu FK Senica. Jeho mladší bratr Matej je také fotbalista.

## Klubová kariéra
Svoji fotbalovou kariéru začal v Baníku Brodské, odkud v průběhu mládeže přestoupil do klubu FK Senica.

### FK Senica
Před jarní částí sezony 2012/13 se propracoval do prvního mužstva.

#### Sezona 2012/13
Ve slovenské nejvyšší soutěži debutoval pod trenérem Vladimírem Koníkem v ligovém utkání 33. kola hraném 26. května 2013 proti FC Nitra (vyhra 1:0), odehrál 45 minut. Jednalo se o jeho jediný start v ročníku.

#### Sezona 2013/14
Svůj první gól za Senici vstřelil v ligovém utkání 19. kola 30. listopadu 2013 proti MŠK Žilina (výhra 3:1). V ročníku nastoupil ke 14 střetnutím, dal jeden gól.

#### Sezona 2014/15
První gól v sezoně vsítil v 1. kole v derby proti TJ Spartak Myjava, dal jedinou vítěznou branku v zápase, kterou vstřelil nosem. Další gól dal v následujícím kole (19. 7. 2014) proti FK Dukla Banská Bystrica (remíza 2:2), vstřelil první gól zápasu. 9. 11. 2014 v 17. kole nejvyšší soutěže porazil se svým mužstvem po více než čtyřech letech v lize Slovan Bratislava. Ve 23. kole proti Myjavě (v třetím vzájemném měření týmu v sezoně) vyrovnával na konečných 1:1. V sezoně odehrál 29 utkání. S klubem se představil ve finále Slovenského poháru, Senica podlehla Trenčínu 2:3 po penaltách.

#### Sezona 2015/16
Poprvé se prosadil v 17. kole (21. listopadu 2015) v domácím střetnutí s MŠK Žilina (vítězství 2:0). Celkem v ročníku odehrál 15 střetnutí.

### Klubové statistiky
Aktuální k 11. srpnu 2016
| Sezona  | Klub      | Soutěž       | Zápasy | Góly |
| ------- | --------- | ------------ | ------ | ---- |
| 2012/13 | FK Senica | Corgoň liga  | 1      | 0    |
| 2013/14 | FK Senica | Corgoň liga  | 14     | 1    |
| 2014/15 | FK Senica | Fortuna liga | 29     | 3    |
| 2015/16 | FK Senica | Fortuna liga | 15     | 1    |